# Nhược Can hoàng hậu
Nhược Can hoàng hậu (chữ Hán: 若干皇后) là hoàng hậu của Tây Ngụy Cung Đế (西魏恭帝) Nguyên Khuếch (元廓), sau đổi thành Thác Bạt Khuếch (拓拔廓) trong lịch sử Trung Quốc.

## Tiểu sử
Phụ thân bà là tướng Nhược Can Huệ (若干惠). Bà là người khá xinh đẹp.
Nhược Can thị trở thành Tề vương phi của Nguyên Khuếch khi ông còn là Tề vương.

## Hoàng hậu
Năm 554, Tây Ngụy Phế Đế tức giận trước việc Vũ Văn Thái xử tử Nguyên Liệt (元烈) vào năm 553 nên đã âm mưu giết chết Vũ Văn Thái. Tuy nhiên, kế hoạch bị bại lộ và Vũ Văn Thái đã phế truất Phế Đế. Vũ Văn Thái lựa chọn Nguyên Khuếch làm người kế vị (tức Tây Ngụy Cung Đế). Đồng thời, Vũ Văn Thái cải họ của hoàng tộc từ Nguyên trở lại là Thác Bạt, đảo ngược sự thay đổi mà Hiếu Văn Đế ra lệnh từ năm 496. Nhược Can vương phi được phong hoàng hậu.
Mùa thu năm 556, Vũ Văn Thái qua đời. Đến mùa xuân năm 557, Vũ Văn Hộ (cháu trai của Thái) đã buộc Cung Đế phải nhường ngôi cho Vũ Văn Giác (con trai Thái), chấm dứt hoàn toàn triều đại Bắc Ngụy và lập nên triều đại Bắc Chu. Chưa đầy một tháng sau khi nhường ngôi, Cung Đế Thác Bạt Khuếch đã bị giết chết. Nhược Can Hoàng hậu xuất gia làm một ni cô. Từ đó không còn ghi chép nào về bà, không biết khi nào qua đời.